# Хотира-79
«Хотира́-79» (узб. «Xotira-79» Uychi futbol klubi/«Хотира-79» Уйчи футбол клуби) — узбекистанский футбольный клуб из городского посёлка Уйчи Наманганской области (вилоята).

## История
Основан в 1987 году в память о трагически погибшей в авиакатастрофе в 1979 году футбольной команде «Пахтакор» из Ташкента. Слово «Хотира́» в переводе с узбекского языка означает «Па́мять». В некоторые годы клуб назывался «Уйчи».
В советское время команда участвовала в областных и республиканских чемпионатах. До 2013 года выступала во Второй лиге Узбекистана, а также в чемпионате Наманганской области.
В сезоне-2013 «Хотира-79» впервые в своей истории сыграла в Первой лиге Узбекистана, на предварительном этапе заняла 10-е место в группе «Восток» (среди 12 команд) и не смогла выйти в финальный этап.
В 2014 году на предварительном этапе Первой лиги в группе «Восток» стала 6-й среди 12 команд, а в финальном этапе финишировала 14-й среди 16 команд.
В сезоне-2015 клуб также вышел в финальный этап, где занял то же 14-е место среди 16 команд (на предварительном этапе в группе «Восток» был 4-м среди 10 команд).
В 2016 году опять занял 14-е место (среди 18 команд), а в 2017 году оказался предпоследним, 17-м, но сохранил прописку в новообразованной Про-лиге B Узбекистана.
В сезоне-2018 являлся участником Про-лиги — 2-го по уровню и значимости футбольного дивизиона страны. В итоге «Хотира-79» снова была предпоследней, 17-й командой турнира.